# Betta spilotogena
Betta spilotogena — вид прісноводних лабіринтових рибок родини Осфронемові (Osphronemidae).
Був описаний 1994 року із прісноводних боліт на острові Бінтан в архіпелазі Ріау, Індонезія. Видова назва латинською означає «плямисті щоки» й пов'язана з чорними плямами на зябрових кришках, присутніми в цих риб.
Належить до групи видів Betta waseri, яка також включає B. waseri, B. hipposideros, B. tomi, B. chloropharynx, B. pi, B. renata, B. pardalotos, B. omega. Всі ці види дуже схожі між собою, їхня ідентифікація базується на характері плям та смужок на горлі.

## Поширення
Вид є ендеміком Індонезії. Зустрічається лише на двох невеликих островах: Бінтан та Сінґкеп, розташованих в архіпелазі Ріау, на північний схід від Суматри. Засвідчена його присутність лише в 2 відомих місцях. Орієнтовна площа території поширення становить 3000 км².
Мешкає у болотах, віддаючи перевагу ділянкам з рясною рослинністю і глибиною 0,5 метра або менше. Вода, як правило, буває чистою або кольору чаю, кислою (pH 4,9–5,5).
В одних водоймах із B. spilotogena ловили також інших бійцівських рибок: Betta edithae, B. miniopinna та B. fusca.

## Опис
Максимальна стандартна (без хвостового плавця) довжина досліджених зразків становить 69,7 мм. Тіло відносно довге, міцне, його висота становить 25,6-28,7 % стандартної довжини. Довжина голови 25,6-33,4 % стандартної довжини, голова міцна. 33 хребці, 31-32 бічних і 9-9½ поперечних лусок.
У спинному плавці 0-1 твердий і 8-9 м'яких променів, в анальному 2-3 твердих і 27-29 м'яких (всього 29-31), у хвостовому 16 променів, в грудних по 12-13, в черевних по 1 твердому і по 5 м'яких променів.
Тіло коричневе, в самців у передній частині боків де-не-де розкидані золотаві лусочки. На зябрових кришках є кілька великих чорних цяток, їхній нижній край чорний. Чорне маркування на горлі є діагностичним для визначення видів групи B. waseri. У Betta spilotogena воно складається з двох великих овальних чорних плям, які в дорослих риб можуть зливатися в одну, але ці плями ніколи не об'єднуються з чорною нижньою губою.
Плавці коричнюваті, з чудовими блакитно-фіолетовими кольорами по краю, а іноді й у центрі. Край анального плавця блідо-зелений, іноді з вузькою темно-зеленою облямівкою. Зовнішня частина променів черевних плавців виблискує жовтим кольором. Вертикальні темні смуги на полотні хвостового плавця самців створюють ефект драбинки, але вони непомітні, коли риба перебуває у стресовому стані.
Самці мають трохи тупішу морду, ніж у самок, та помітно довші й барвистіші плавці.
З усіх споріднених видів Betta spilotogena найближче стоїть до B. tomi, але її легко можна відрізнити за пропорційно довшою та витонченішою головою, більш видовженим тілом та цяткованими зябровими кришками.

## Розмноження
Всі види групи B. waseri інкубують ікру в роті. Нерестова поведінка дуже цікава. При спаровуванні пара входить в обійми, при цьому самець вигинає своє тіло навколо самки. В цей момент відкладається й запліднюється порція ікри. Самка першою виходить із обіймів. Вона збирає запліднені ікринки з вигнутого чашечкою анального плавця самця, а тоді стає навпроти свого партнера й випльовує ікринки одна за одною в його напрямку. Самець швидко підбирає їх. Якщо він виявиться недостатньо спритним, самка забирає ікринки назад, щоб зробити ще одну спробу. Ці ритуальні дії повторюються, поки самець не заволодіє всіма ікринками. Кладка може бути доволі великою. На цьому етапі у самця суттєво роздувається горло. Тоді протягом багатьох днів він перебуває в схованці, виношуючи потомство. В Betta spilotogena було зафіксовано 180 мальків, яких самець тримав у роті. Мальки виходять з рота батька доволі великими, близько 6 мм завдовжки. Батьки не їдять своїх малят.